# Liste der Mitglieder des Landtags von Waldeck-Pyrmont 1893–1896
Diese Liste nennt die Liste der Mitglieder des Landtags von Waldeck-Pyrmont 1893–1896.
1852 verabschiedete Fürst Georg Victor die Verfassungsurkunde für die Fürstentümer Waldeck und Pyrmont. Damit wurde ein neues Wahlrecht bestimmt und 1893 der 16. Landtag nach diesem Wahlrecht gewählt. Gewählt wurden 15 Abgeordnete in indirekter Wahl in Mehrpersonenwahlkreisen. Diese Wahlkreise entsprachen den vier Landkreisen, wobei je Kreis vier Abgeordnete gewählt wurden. Ausnahme war Pyrmont, wo drei Abgeordnete gewählt wurden. Rechtsgrundlage der Wahl war das Wahlgesetz vom 17. August 1852 (Wald. Reg. Bl., S. 163) in der Fassung vom 2. August 1856 (Wald. Reg. Bl., S. 75).

## Liste der Abgeordneten
Die so bestimmten Abgeordneten waren: 
| Wahlbezirk           | Abgeordneter       | Anmerkungen         |
| -------------------- | ------------------ | ------------------- |
| Kreis der Twiste     | Heinrich Schwaner  |                     |
| Kreis der Twiste     | Friedrich Bender   |                     |
| Kreis der Twiste     | Friedrich Schultze |                     |
| Kreis der Twiste     | Robert Varnhagen   | Bis 8: August 1894  |
| Kreis der Twiste     | Johannes Bach      | Ab 22. Oktober 1894 |
| Kreis des Eisenbergs | Robert Waldeck     |                     |
| Kreis des Eisenbergs | Eduard Emde        |                     |
| Kreis des Eisenbergs | Ludwig Lange       |                     |
| Kreis des Eisenbergs | Heinrich Böhle     |                     |
| Kreis der Eder       | Hermann Gießelmann |                     |
| Kreis der Eder       | Christian Hertel   |                     |
| Kreis der Eder       | Adolf Klapp        |                     |
| Kreis der Eder       | Justus Lippe       |                     |
| Kreis Pyrmont        | Wilhelm Mommsen    |                     |
| Kreis Pyrmont        | Adrian Schücking   |                     |
| Kreis Pyrmont        | Gustav Baumbach    |                     |